# Chalinochromis popelini
 Chalinochromis popelinies una especie de peces de la familia Cichlidae en el orden Perciformes.

## Morfología
Los machos pueden llegar alcanzar los 15 cm de longitud total.

## Alimentación
Come invertebrados

## Hábitat
Es una especie de clima tropical.

## Distribución geográfica
Se encuentran en África: lago Tanganika.